# Departamento de Madarounfa
Madarounfa es un departamento situado en la región de Maradi, de Níger. En diciembre de 2012 presentaba una población censada de 448 863 habitantes. Está formado por las siguientes comunas o municipios, que se muestran asimismo con población de diciembre de 2012:
- Dan-Issa 94,841
- Djiratawa 85,976
- Gabi 83,203
- Madarounfa 71,832
- Safo 76,454
- Sarkin Yamma 36,557[1]